# Église baptiste éthiopienne d'Addis Kidan
L’Église baptiste éthiopienne d'Addis Kidan (anglais : Ethiopian Addis Kidan Baptist Church) est une association chrétienne évangélique d'églises baptistes en Éthiopie.  Elle est affiliée à l’Alliance baptiste mondiale. Son siège est situé à Addis-Abeba. 

## Histoire
L’Église baptiste éthiopienne d'Addis Kidan a ses origines dans une mission américaine du Conseil de mission internationale en 1965 .  Elle est officiellement fondée en 1989 . Selon un recensement de l’association, en 2023 elle disait avoir 147 églises et 42,270 membres.